# Didac Costa
Didac Costa, né le 22 décembre 1980 à Barcelone, (Espagne), est navigateur au large et Skipper, et pompier professionnel espagnol. Il est le premier skipper Catalan et le deuxième espagnol qui a réussi à terminer le Vendée Globe, course à la voile autour du monde en solitaire, sans escale et sans assistance, sur des voiliers monocoques IMOCA. Il est aussi le premier navigateur espagnol à finir les deux courses au large autour du monde : en solitaire au Vendée Globe 2016-2017 et en équipe à la Barcelona World Race 2014-2015.
En 2015 il termine la Barcelona World Race 2014-2015 en 4e position en double avec Aleix Gelabert sur One Planet One Ocean, bateau vieux de 15 ans. Sur le même bateau mais en solitaire, il participe à la huitième édition du Vendée Globe qu'il termine 14e après avoir du revenir aux Sables d'Olonne en raison d'une voie d'eau et de problèmes électriques et être reparti avec 4 jours de retard.
Didac Costa est le second marin espagnol à participer au Vendée Globe et à le terminer, tout comme José Luis de Ugarte lors de l'édition 1992-1993.

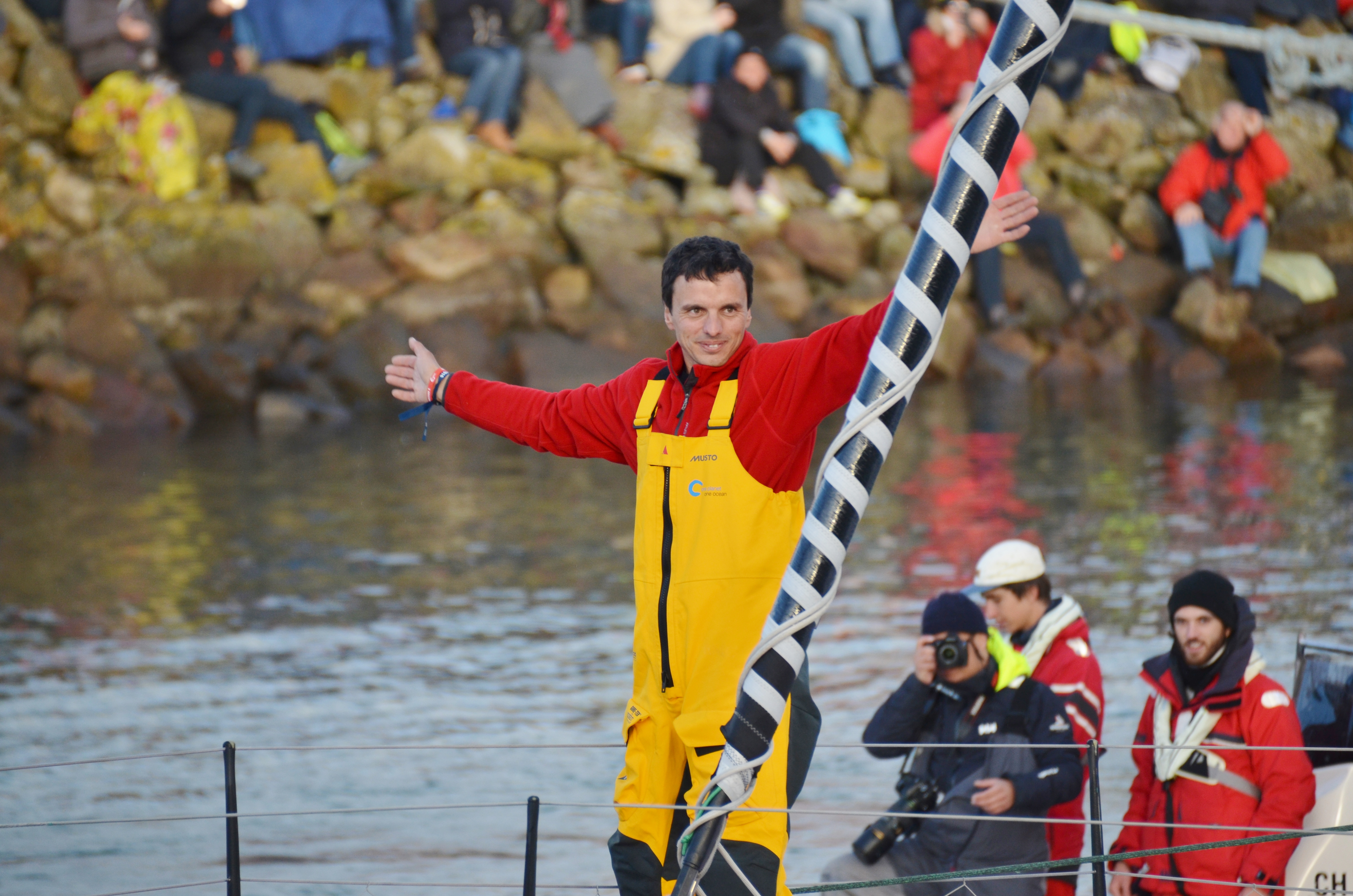
Didac Costa au départ du Vendée Globe 2016-2017
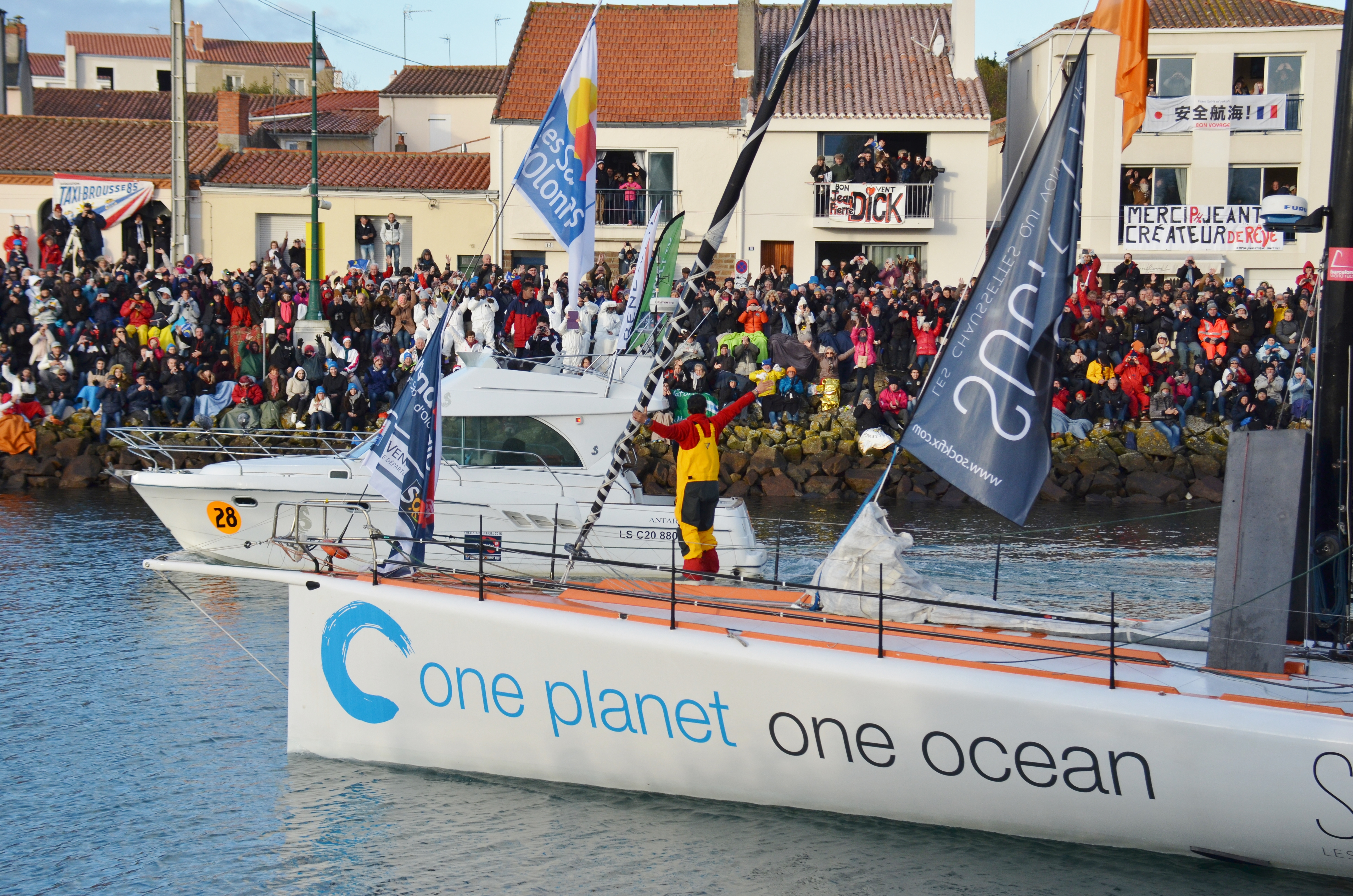
Didac Costa au départ du Vendée Globe 2016-2017
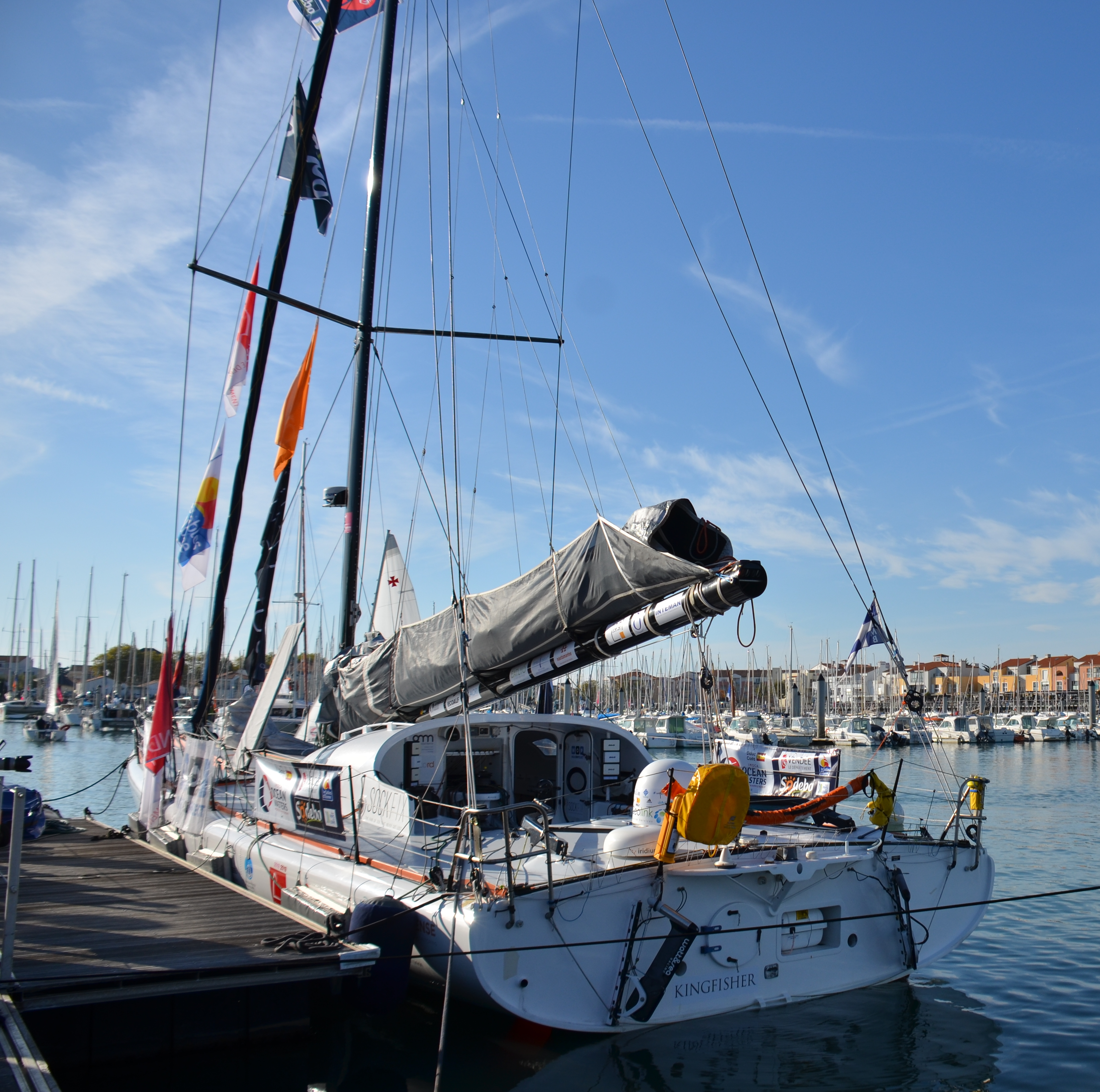
One planet One ocean

## Résultats
- 2011 : 19e de la Mini Transat[5]
- 2013 : 3e du grand Premio Italia (avec Bruno Garcia)[6]
- 2013 : 1er  de la San Remo Mini Solo[7]
- 2015 : 4e de la Barcelona World Race (avec Aleix Gelabert)
- 2016 : 1er de la Marenostrum (avec Pep Costa)
- 2017 : 14e du Vendée Globe 2016-2017 en 108 j 19 h 50 min 45 s
- 2021 : 20e du Vendée Globe 2020-2021 en 97 j 6 h 27 m 3